# Tarka rigótimália
A tarka rigótimália (Turdoides bicolor) a madarak osztályának verébalakúak (Passeriformes) rendjébe és a Leiothrichidae családjába tartozó faj.

## Rendszerezése
A fajt William Jardine skót természettudós írta le 1831-ben, a Crateropus nembe Cratopus bicolor  néven.

## Előfordulása
Afrika déli részén, Botswana, a Dél-afrikai Köztársaság, Namíbia és Zimbabwe területén honos. A természetes élőhelye a szubtrópusi vagy trópusi száraz cserjések és szavannák, valamint tavak, folyók és patakok környéke. Állandó, nem vonuló faj.

## Megjelenése
Testhossza 25 centiméter, testtömege 63-96 gramm. Két színű tollazata van.
|  |

## Életmódja
Rovarokkal táplálkozik.